# Валя-Равенска
Валя-Равенска (рум. Valea Ravensca) — село у повіті Караш-Северін в Румунії. Входить до складу комуни Сікевіца.
Село розташоване на відстані 337 км на захід від Бухареста, 63 км на південь від Решиці, 125 км на південний схід від Тімішоари.

## Населення
За даними перепису населення 2002 року у селі проживали 80 осіб, усі — румуни. Усі жителі села рідною мовою назвали румунську.